# Gold Dust (Galantis)
Gold Dust is een nummer van het Zweedse dj-duo Galantis uit 2015. Het is de derde single van hun debuutalbum Pharmacy.
"Gold Dust" was de opvolger van de hit Runaway (U & I). De tekst gaat over verliefd zijn, hopen dat je geliefde dezelfde persoon blijft als degeen op wie je verliefd bent geworden, en je incompleet voelen als diegene niet in je buurt is. Het nummer flopte in Galantis' thuisland Zweden, maar werd wel een klein succesje in Nederland. Radio 538 bombardeerde het nummer tot Dancesmash, maar toch werd de Nederlandse Top 40 niet gehaald. Wel bereikte het de 2e positie in de Tipparade, waarmee het succes van de voorganger echter niet werd geëvenaard.

## Tracklijst
- Muziekdownload

1. "Gold Dust" - 3:54